# Ron Kroon
Ron Kroon   (Amsterdam, 17 de setembre de 1942 - Huizen, 12 de juliol de 2001) fou un nedador neerlandès, especialista en estil lliure, que va competir durant la dècada de 1960.
El 1960 va prendre part en els Jocs Olímpics d'Estiu de Roma, on va disputar dues proves del programa de natació. Fou vuitè en els 4x100 metres estils, mentre en els 100 metres lliures quedà eliminat en semifinals. Quatre anys més tard, als Jocs de Tòquio, va disputar quatre proves del programa de natació. En totes elles quedà eliminat en sèries.
En el seu palmarès destaquen dues medalles de bronze al Campionat d'Europa de natació de 1962 i quatre campionats nacionals en els 100 metres lliures (1960, 1961, 1962 i 1964). El 1964 va ser el primer neerlandès en nedar els 100 metres en menys de 55 segons, un rècord que va ser vigent durant gairebé set anys.
Una vegada retirat va exercir de fotògraf de l'agència de premsa d'Anefo (1965-1968). Als anys setanta va treballar com a redactor en cap del programa de televisió AVRO Sportpanorama. Des de setembre de 1995 fins a octubre de 1999 va ser director del programa infantil a RTL 4 Telekids amb Carlo Boszhard i Irene Moors.